# Хаффман, Эван
Эван Хаффман (англ. Evan Huffman, род. 7 января 1990 года в Элк-Грове, США) — американский профессиональный шоссейный велогонщик, выступающий за проконтинентальную команду «Human Powered Health». Чемпион США среди андеров 2012 года в индивидуальной гонке, сезон 2017 стал для Хаффмена беспрецедентно успешным как для него самого, так и для его команды. Он занял первое место в общем зачёте на Туре Альберты и Туре Гилы.

## Достижения
2011
3-й Чемпионат США U23 в групповой гонке
2012
1-й  Чемпионат США U23 в индивид. гонке
1-й Этап 3 Тур Гилы
2015
Вуэльта Индепенсия Насиональ
1-й  Горная классификация
1-й Этап 3
2016
1-й  Гран-при North Star
1-й Этап 3
1-й  Горная классификация Тур Калифорнии
3-й Тур Альберты
1-й Этап 3
3-й Каскейд Классик
3-й Уинстон-Сейлем Классик
2017
1-й  Тур Альберты
1-й Этап 1
1-й  Тур Гилы
1-й Этап 3 (ИГ)
1-й Этап 4 & 7 Тур Калифорнии
3-й Каскейд Классик
1-й Этап 2 (ИГ)